# Asparagus scoparius
Asparagus scoparius är en sparrisväxtart som beskrevs av Richard Thomas. Lowe. Asparagus scoparius ingår i släktet sparrisar, och familjen sparrisväxter. Inga underarter finns listade i Catalogue of Life.

## Bildgalleri

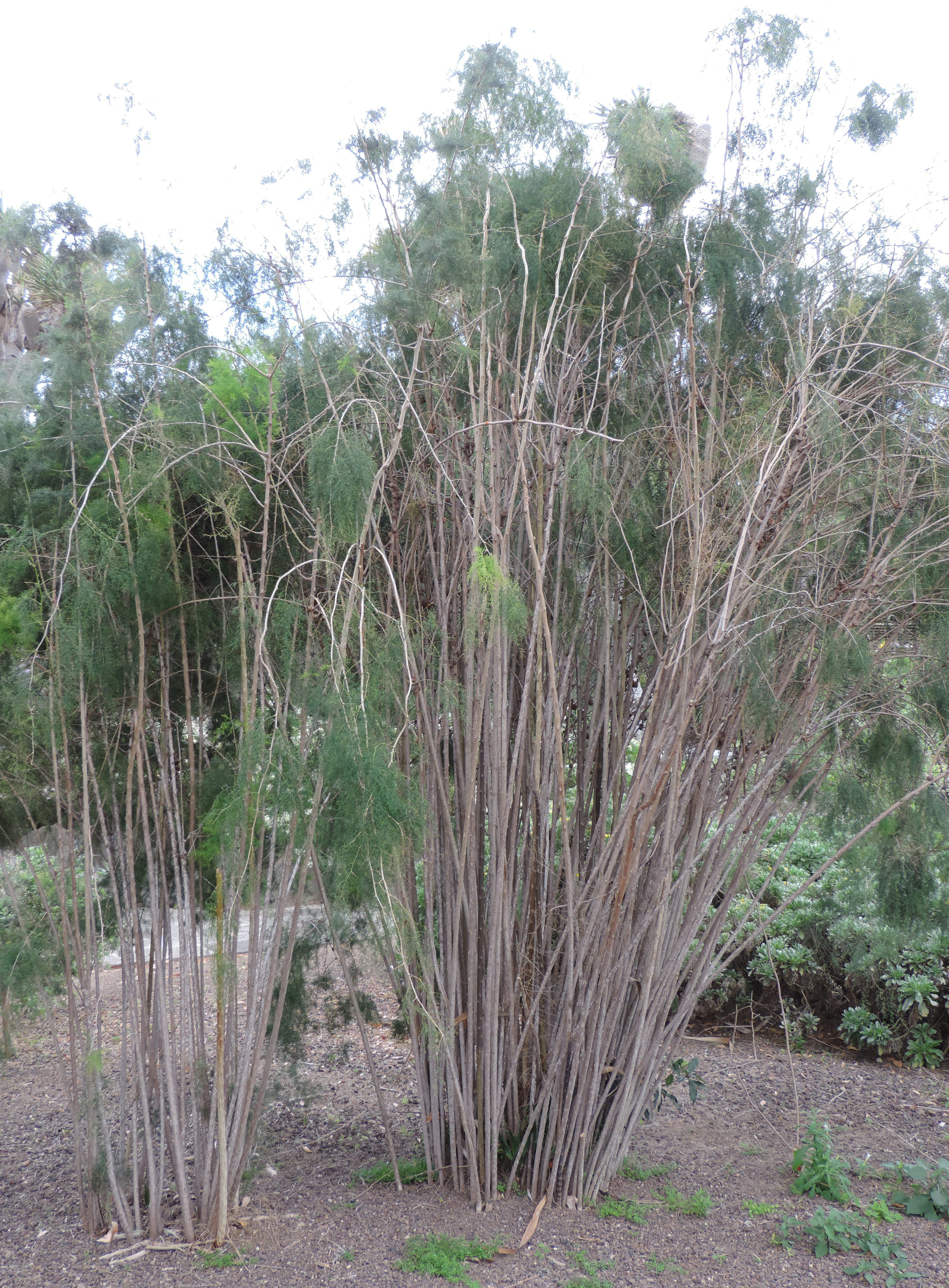
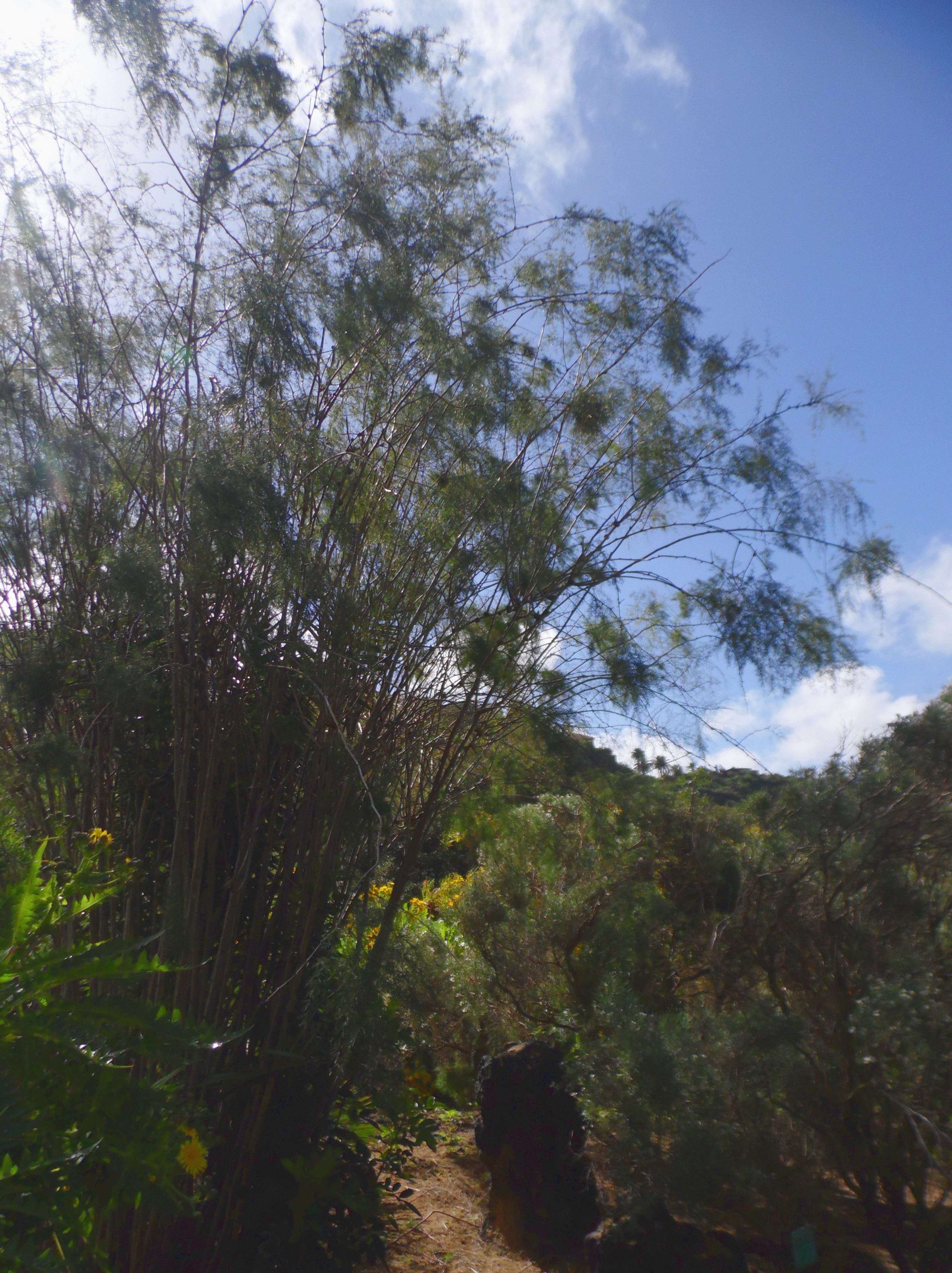
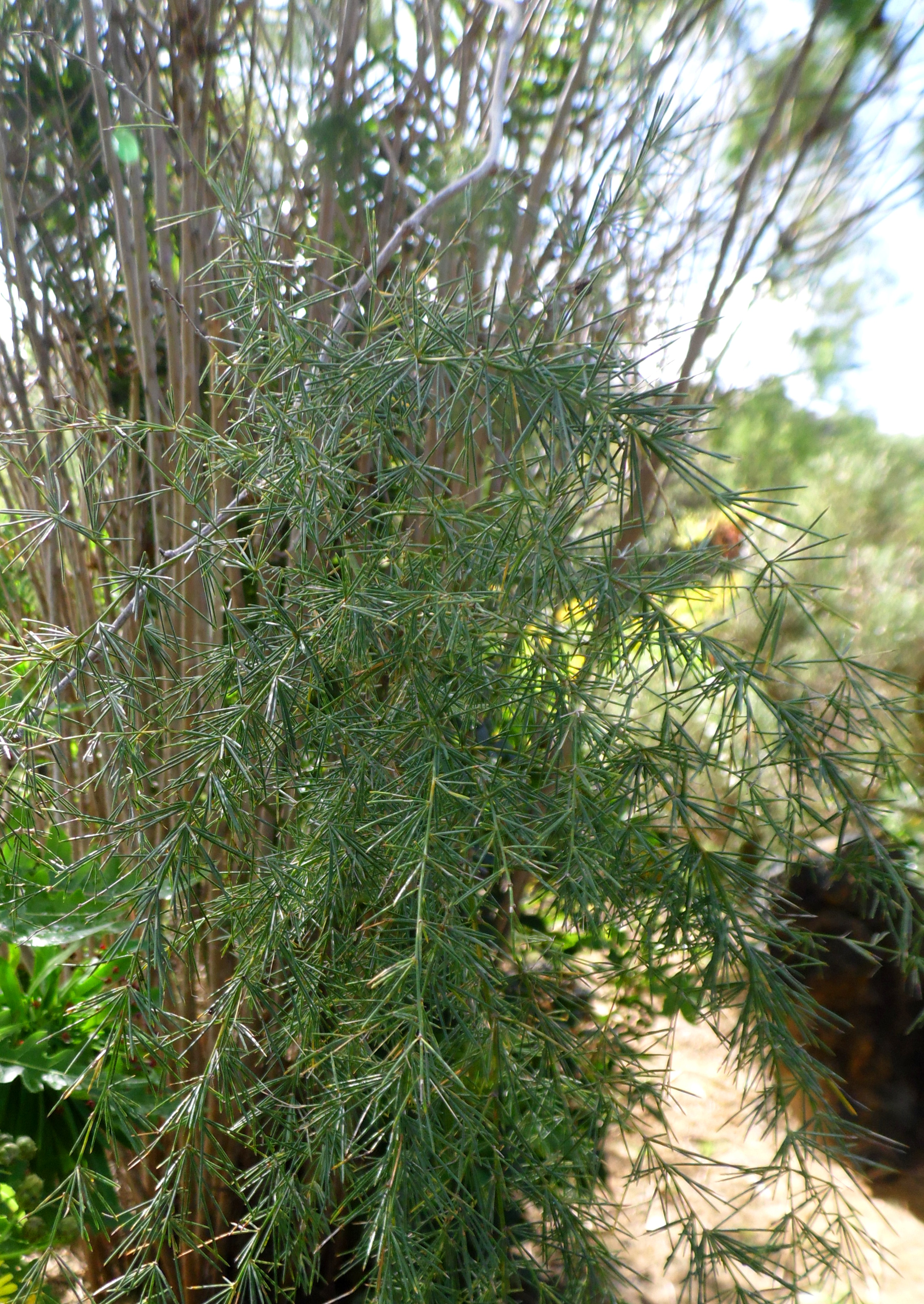
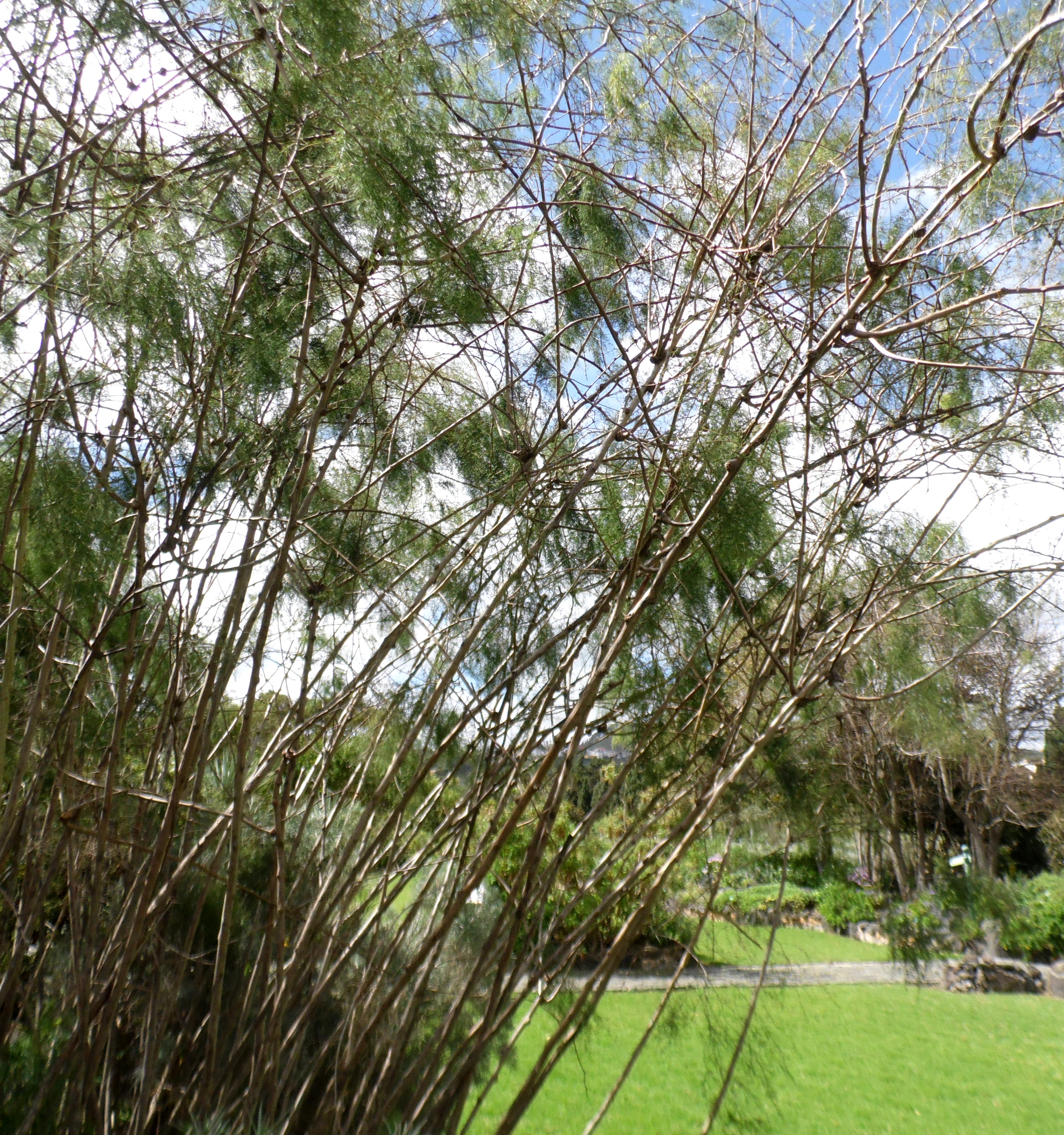